# هوراس جاكسون
هوراس جاكسون (بالإنجليزية: Horace Jackson)‏ هو مهندس معماري وكاتب سيناريو ومخرج أمريكي، ولد في 29 مارس 1898 في فينيس في الولايات المتحدة، وتوفي في 26 يناير 1952 في لوس أنجلوس في الولايات المتحدة بسبب حادث مرور.

## وصلات خارجية
- هوراس جاكسون على موقع IMDb (الإنجليزية)
- هوراس جاكسون على موقع ألو سيني (الفرنسية)
- هوراس جاكسون على موقع أول موفي (الإنجليزية)
- هوراس جاكسون على موقع قاعدة بيانات الأفلام السويدية (السويدية)
- هوراس جاكسون على موقع قاعدة بيانات الفيلم (الإنجليزية)
- هوراس جاكسون على موقع كينوبويسك (الروسية)
- هوراس جاكسون على موقع كينوبويسك (الروسية)